# ماساکوری
ماساکوری یک شهر در چاد است که در Dagana Department واقع شده‌است.

## خصوصیات
ماساکوری ۱۶٬۲۳۷ نفر جمعیت دارد.